# Hessenmann

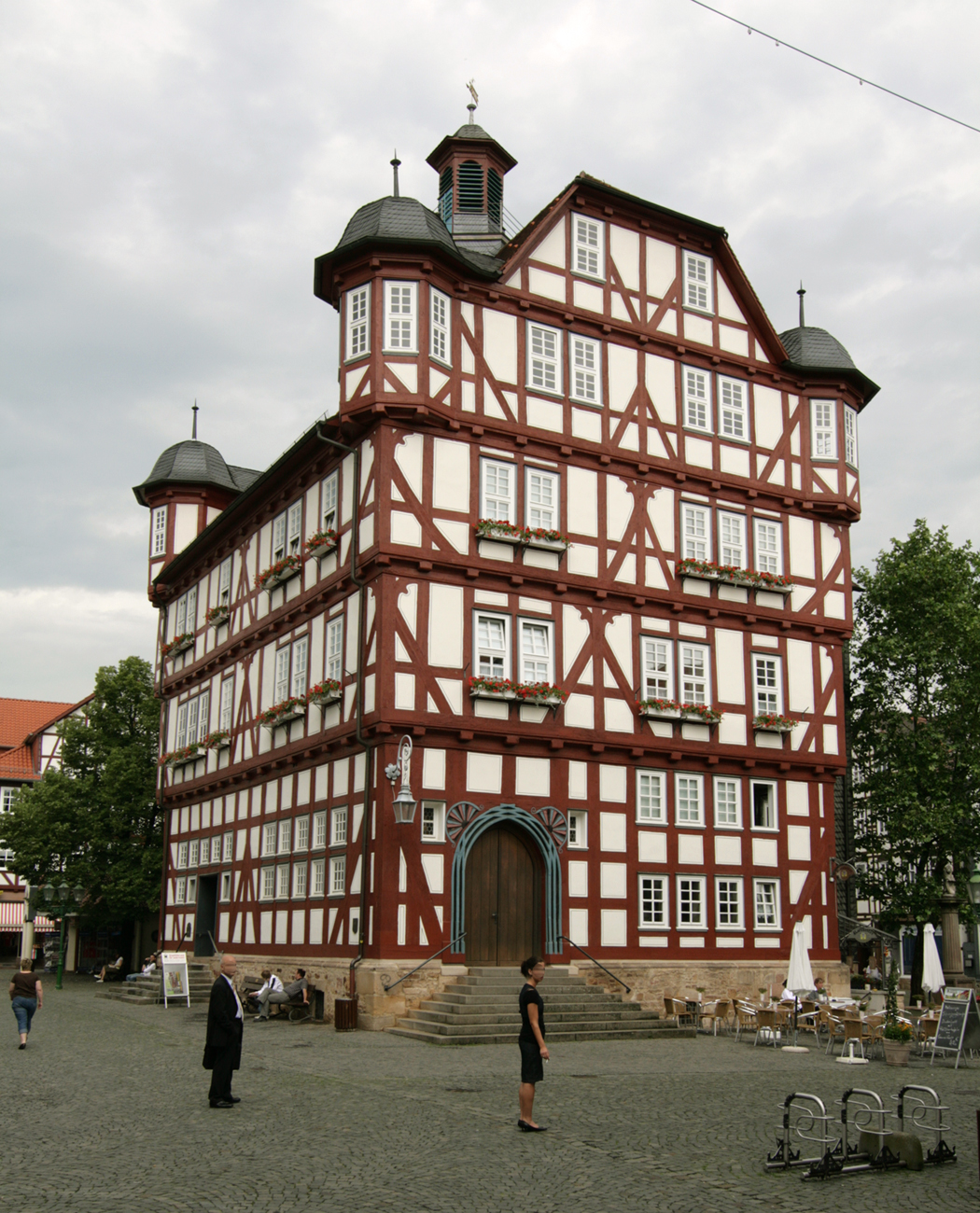
Hessenmann (Mitte 1. und Mitte 2. Obergeschoss) am Rathaus in Melsungen

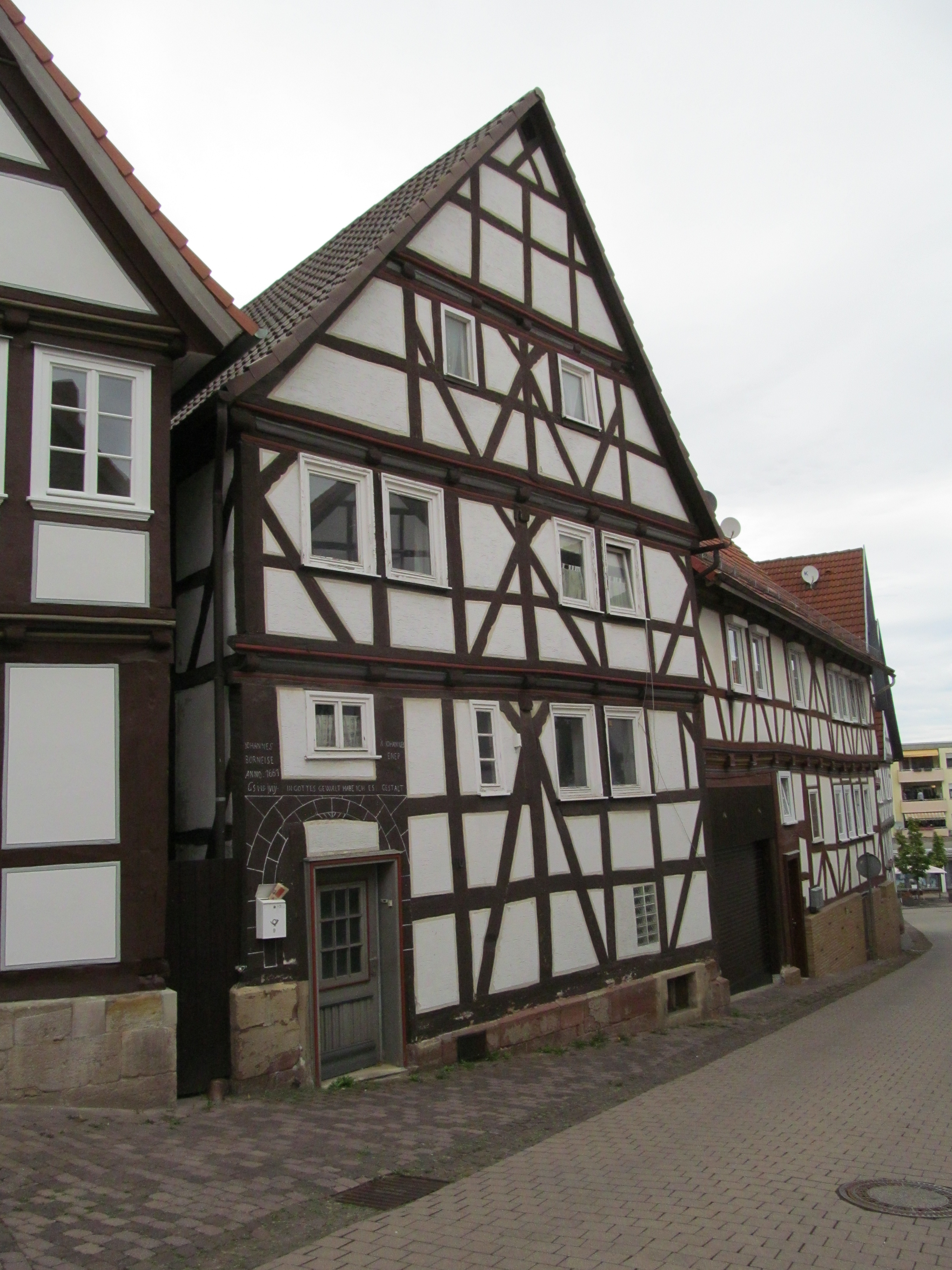
Hessenmann (Mitte aller drei Geschosse, Hintergasse 10, Gudensberg)

Der Hessenmann (auch: Hessischer Mann) ist neben dem Wilden Mann eine typische Figur im hessischen Fachwerk. Behauptungen, der Hessenmann soll im historischen Volksglauben eine unheilabwehrende Funktion besessen haben, lassen sich anscheinend nicht gesichert belegen (vergl. hierzu Wilden Mann).
Der „Wilde Mann“ erscheint als abstrakte Figur eines Menschen mit gestreckten Armen und gespreizten Beinen. Weiterentwickelte Verstrebungen mit zu Kopfwinkelhölzern verkürzten Kopfstreben bei dreiviertelgeschosshohen Fußstreben werden als „Hessenmann“ oder einfach als „Mann“ bezeichnet.